# Плакудер
Плаку́дер (болг. Плакудер) — село у Видинській області Болгарії. Входить до складу общини Видин.

## Населення
За даними перепису населення 2011 року у селі проживали 86 осіб, усі — болгари.
Розподіл населення за віком у 2011 році:
Динаміка населення: